# Industria litica

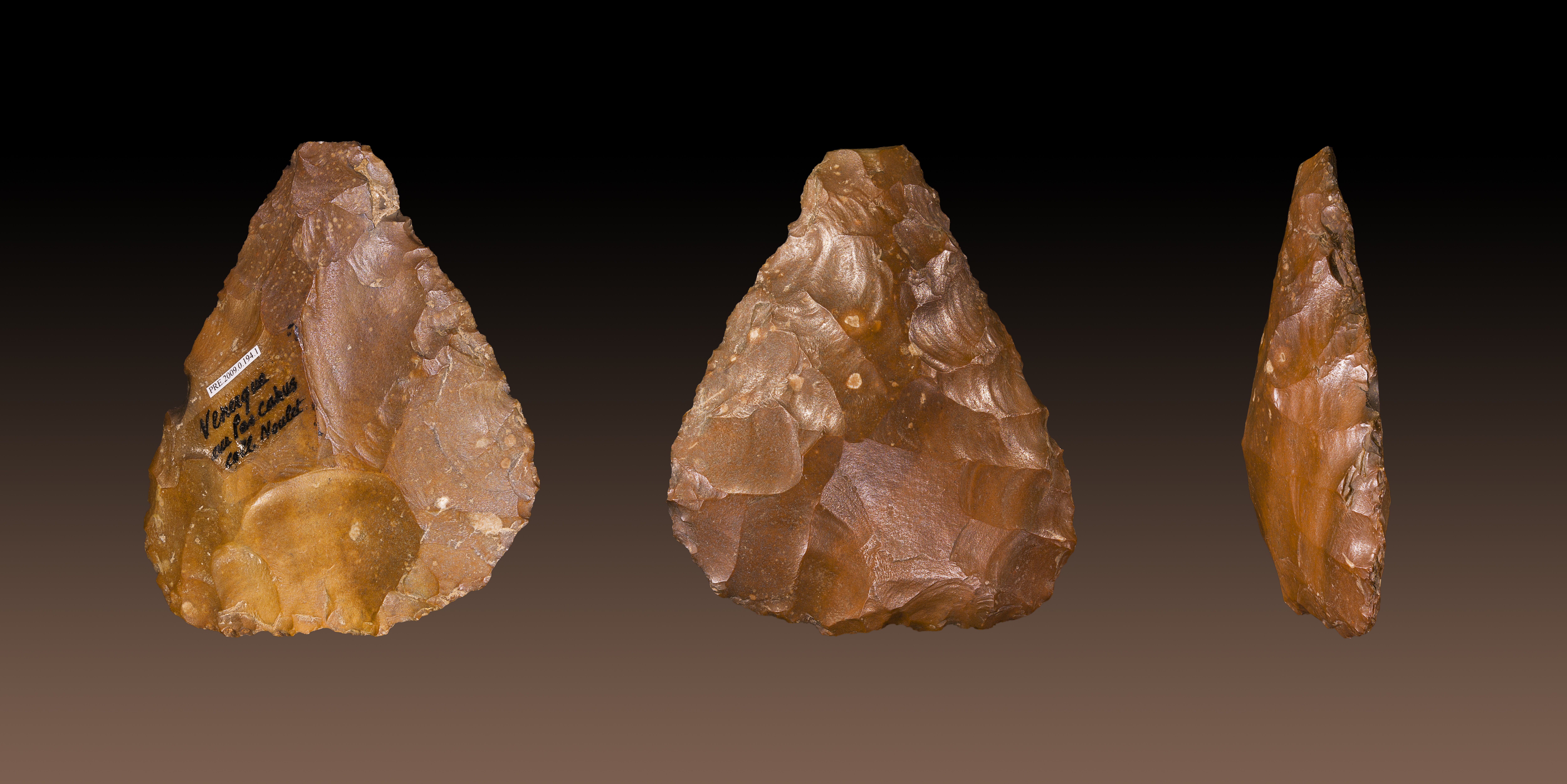
Bifacciale di selce di Venerque (Francia).

Industria litica (dal greco antico lithos, «pietra») è un'espressione utilizzata nella paletnologia, in senso stretto, per indicare l'insieme degli oggetti di pietra realizzati dall'uomo, a partire da ciottoli intenzionalmente modificati, quali gli utensili finiti, le armi e il complesso dei sottoprodotti legati alla loro fabbricazione. In senso più ampio, si utilizza per indicare unitariamente la tipologia degli utensili, il modo in cui sono stati realizzati e i materiali utilizzati, a partire da ciottoli intenzionalmente modificati, arrivando a comprendere anche il complesso dei sottoprodotti legati alla loro fabbricazione.

## Utilizzo
A causa della difficoltà di conservazione nel tempo dei materiali organici (quali ossa, legno, cuoio), i manufatti litici sono spesso l'unica testimonianza della cultura materiale preistorica a essere sopravvissuta fino ai tempi moderni.
Le industrie litiche sono state utilizzate per definire cronologicamente i differenti periodi che hanno scandito la preistoria. Per i periodi più antichi (Paleolitico inferiore e medio) i manufatti litici costituiscono gli elementi di definizione essenziali per la posizione cronologica delle varie periodizzazioni e per eventuali datazioni, mentre per periodi più recenti, alle realizzazioni dell'industria della pietra si affiancano, a partire dal Paleolitico superiore, i manufatti ossei, e dal Neolitico, quelli ceramici.
Le industrie litiche poi sono state utilizzate per la definizione delle culture archeologiche. Le culture sono generalmente definite da una gamma di diversi tipi di artefatti, che si pensa che siano correlati a distinte tradizioni culturali. Le industrie sono definite da elementi di base o della tecnologia della produzione litica, che potrebbero essere stati utilizzati da molti gruppi umani, anche non imparentati, nel corso di decine o addirittura centinaia di migliaia di anni, e in ambiti geografici molto ampi.

## Analisi litica
L'analisi litica è lo studio dei manufatti in pietra, intenzionalmente modificati, ossia fabbricati.
Le analisi delle industrie litiche sviluppate nel corso dell’evoluzione delle ricerche in archeologia preistorica possono essere distinte secondo tre categorie:
- analisi tipologiche;
- analisi tecnologiche;
- analisi traceologiche.

Se i rispettivi primi promotori di questi approcci possono averli talvolta considerati opposti, oggi sono considerati complementari.
L'analisi tipologica ha costituito l'approccio dominante fino agli anni 60. La distribuzione delle tipologie delle industrie litiche negli strati archeologici, ha permesso di distinguere diversi periodi successivi della Preistoria. Per i periodi antichi (Paleolitico inferiore e medio), le industrie litiche costituiscono addirittura gli elementi essenziali di definizione con la posizione cronologica e l'eventuale datazione. Per la definizione dei periodi più recenti, essi svolgono ancora un ruolo importante, ma vengono via via accompagnati da altri elementi di definizione: industria ossea (dal Paleolitico superiore), ceramica (dal Neolitico), ecc. . Questo tipo di analisi, in voga soprattutto in ambito francese, e poi europeo, aveva interesse per i prodotti finiti, che venivano classificati in tipoligie fisse, che dovevano essere separati dai prodotti di scarto.
Gli approcci tecnologici riguardano le tecniche e i metodi di produzione degli utensili in pietra tagliata. Mirano a individuare la catena operativa che ha consentito la produzione di un assieme e, per accumulazione, a caratterizzare tecnologicamente un assieme di prodotti litici. L'assunto di partenza è dato dall'osservazione che i manufatti litici non erano immutabili, in quanto si consumavano e, a volte, si riaffilavano; da ciò si ricava che non esiste un manufatto immutabile, e che questi possedevano una vita, una life history, oggetto dell'analisi. Quest'approccio, sviluppatosi negli Stati Uniti e in Australia, quindi non prendeva in considerazione unicamente il prodotto finito, ma anche gli scarti, in quanto utili ad analizzare le tecnologie di produzione.
Gli studi traceologici permettono di individuare, mediante mezzi microscopici ottici o elettronici a scansione, eventuali tracce lasciate sull'oggetto. Dall'osservazione si passa quindi alla produzione di ipotesi su come si siano prodotte queste tracce, alla riproduzione sperimentale delle tracce osservate e quindi alla successiva analisi di quanto ottenuto sperimentalmente. Il confronto tra le tracce archeologiche osservate con quelle ottenute sperimentalmente, permette di formulare ipotesi sui gesti d'uso o sui materiali su cui sono stati utilizzati i prodotti archeologici osservati.

## Periodizzazione
Il Paleolitico è caratterizzato dalla realizzazione degli strumenti litici con la tecnica della pietra scheggiata. Questa tecnica fu ancora utilizzata nei periodi successivi, ma mescolata ad altre di più recente introduzione.
La classificazione dei manufatti può seguire le liste tipologiche di Bordes (suddivisa in strumenti su scheggia, nuclei e bifacciali), di Broglio-Kozlowski (suddivisa in pre-nuclei e nuclei, strumenti e armature), di de Sonneville Bordes-Perrot e di Tixier. In Italia è assai diffusa fra gli studiosi la lista di Laplace, conosciuta anche come "tipologia analitica" e fondata sul polimorfismo dei tipi primari.
Le tecniche di scheggiatura possono essere: "a percussione diretta", "a percussione indiretta", "a percussione bipolare" (su incudine), "a pressione".

### Paleolitico inferiore
Nel Paleolitico inferiore gli utensili erano realizzati con ciottoli scheggiati (cultura dei ciottoli, o "Pebble Culture"), o manufatti a forma di mandorla (bifacciali o amigdale).
Vi è testimonianza di manufatti su ciottoli appena scheggiati ("choppers" e "chopping tools") associati a diversi strumenti ricavati da schegge (raschiatoi e punte), manufatti litici derivati da grandi schegge con piano di percussione obliquo e manufatti di tipo clactoniano associati ad altri di tipo musteriano.

### Paleolitico medio
Nel Paleolitico medio si assiste a una crescita della varietà dei manufatti, che in questa fase sono caratterizzati da un perfezionamento delle tecniche di lavorazione (scheggiatura "levalloisiana" o tecnica Levallois, dal sito di Levallois, differenziazione degli strumenti su scheggia, aumento degli strumenti derivati da lama).
Una campagna di scavi iniziata nel 1999 nella caverna «PP13B» di Pinnacle Point in Sudafrica, ha fatto rinvenire numerosi piccoli strumenti di silcrete, risalenti anche a 164 000 anni fa; poiché la lavorazione della silcrete richiede il riscaldamento per lungo tempo alla temperatura di 350 °C, queste scoperte hanno fatto anticipare una tecnica che prima si riteneva avesse avuto origine in Francia in epoca molto successiva.

### Paleolitico superiore
In questo periodo, caratterizzato dalla diffusione in Europa dell'Homo sapiens, si perfeziona la tecnica di scheggiatura a pressione, che consente di ottenere manufatti di grande raffinatezza. I manufatti litici sono ricavati soprattutto da lame e microlamine, mentre ha inizio la diffusione dei manufatti in osso e la lavorazione dell'avorio. Tra le realizzazioni caratteristiche del periodo troviamo bulini, punte ritoccate (punte gravettiane), manufatti di piccole dimensioni (microliti).
L'analisi archeologica ha messo in luce come l'organizzazione del lavoro si specializzasse secondo diverse linee produttive, come per esempio nel Riparo Dalmeri dove durante l'epigravettiano, questoera stato organizzato secondo quattro diverse linee di produzione; per lame, schegge laminare, grandi lamelle e lamelle.